# Yentl
Pour plus de détails, voir Fiche technique et Distribution.
Yentl est un film dramatique musical américain, coécrit, coproduit et réalisé en Tchécoslovaquie et en Californie par Barbra Streisand, et sorti en 1983. Il s’agit d’une adaptation de la nouvelle Yentl, the Yeshiva Boy d'Isaac Bashevis Singer (1962).

## Synopsis
Europe de l'Est, 1904. Yentl, jeune fille juive ashkénaze résidant dans un shtetl dont la localisation n'est pas davantage précisée, refuse l'avenir tout tracé de femme au foyer auquel on la prédestine. Avec son père, elle étudie secrètement le Talmud, dont la lecture est pourtant interdite aux femmes. 
À la mort de son père, Yentl décide de quitter son village pour parfaire son éducation dans une yeshiva, école religieuse juive normalement exclusivement réservée aux hommes. Pour ce faire, elle se déguise en garçon et se fait admettre à Bechev, sous le nom d'Anshel. Mais elle tombe rapidement sous le charme de son compagnon d'études, Avigdor.
Avigdor, fiancé à la jeune Hadass, voit son engagement rompu lorsque sa belle-famille apprend que son frère s'est suicidé. Refusant de ne plus voir celle qu'il aime, Avigdor demande alors à Anshel/Yentl d'épouser Hadass. Afin de ne pas trahir son secret et par amour pour Avigdor, Yentl accepte…

## Fiche technique
- Titre original : Yentl
- Réalisation : Barbra Streisand
- Scénario : Jack Rosenthal et Barbra Streisand, d'après la nouvelle d'Isaac Bashevis Singer
- Décors : Roy Walker, Leslie Tomkins (de)
- Costumes : Judy Moorcroft (en)
- Photographie : David Watkin
- Montage : Terry Rawlings
- Musique : Michel Legrand
- Paroles : Alan, Marilyn Bergman
- Chorégraphie : Gillian Lynne
- Production : Larry DeWaay, Barbra Streisand, Rusty Lemorande
- Sociétés de production : Barwood Films et Ladbroke Investments
- Société de distribution : United Artists
- Budget : 12 000 000 de dollars[réf. nécessaire]
- Pays d'origine :  États-Unis
- Langues originales : anglais, hébreu
- Format : couleur (Technicolor) - 35 mm - 1.85:1 - Son Dolby-Stéréo
- Genre : drame musical
- Durée : 132 minutes
- Dates de sortie :
  - États-Unis : 16 novembre 1983 (avant-première à Los Angeles) ; 18 novembre 1983 (sortie nationale)
  - France : 11 avril 1984
- Affiche : Jouineau Bourduge (France)

## Distribution
- Barbra Streisand (VF : Annie Balestra) : Yentl / Anshel
- Mandy Patinkin : Avigdor
- Amy Irving : Hadass
- Nehemiah Persoff : Reb Mendel « Papa »
- Steven Hill : Reb Alter Vishkower
- Allan Corduner : Shimmele Allan
- Ruth Goring : Esther Rachel
- David de Keyser (en) : Rabbi Zalman
- Bernard Spear (en) : le tailleur
- Doreen Mantle (en) : Mme Shaemen
- Lynda Baron (en) : Peshe
- Jack Lynn : le libraire
- Anna Tzelniker : Mme Kovner
- Miriam Margolyes : Sarah
- Mary Henry : Mme Jacobs
- Robbie Barnett : Zelig
- Ian Sears : David
- Renata Buser : la fille de Mme Shaemen
- Norma Atallah : Debra

## Musique
L'album de la bande originale comporte également deux versions « studio » de The Way He Makes Me Feel et No Matter What Happens.
- Where Is It Written? - Yentl
- Papa, Can You Hear Me? - Yentl
- This Is One of Those Moments - Yentl
- No Wonder - Yentl
- The Way He Makes Me Feel - Yentl
- No Wonder (2e partie) - Yentl
- Tomorrow Night - Yentl
- Will Someone Ever Look at Me That Way? - Yentl, Hadass
- No Matter What Happens - Yentl
- No Wonder (reprise) - Yentl
- A Piece of Sky - Yentl

## Accueil
Yentl rencontre un succès critique et commercial considérable, récoltant plus de 50 millions de dollars de frais d'entrée rien qu'aux États-Unis et au Canada, et à peu près autant à l'étranger. L'album de la bande originale du film a également été un grand succès commercial, avec plus de 3 millions d’exemplaires vendus au cours de la décennie 1980. 
Yentl est un triomphe personnel pour Barbra Streisand, qui signe son premier film en tant que réalisatrice, dans lequel elle s'est investie personnellement. Il lui a en effet fallu plus de 15 ans pour faire aboutir le projet d'une adaptation cinématographique de la nouvelle d'Isaac Bashevis Singer. Cette dernière ayant pour cadre la Pologne, la réalisatrice choisit plutôt de tourner son film en Tchécoslovaquie, afin d'apporter le maximum d'authenticité aux images. Elle engage David Watkin, célèbre directeur photo britannique.
En dépit du succès commercial du film et des critiques positives, la cérémonie des Oscars bouda Yentl et ne lui attribua qu'un seul Oscar (Meilleure musique de film). La critique le plus souvent formulée portait non pas sur le thème de l'identité sexuelle du personnage principal mais sur l'âge de l'actrice : Barbra, âgée de quarante et un an lors du tournage, incarnait dans le film une jeune fille d'environ vingt-huit ans (l'âge du personnage avait été relevé par rapport à la nouvelle pour permettre à Barbra d'être plus crédible dans son rôle, Yentl étant, à l'origine, une adolescente).
Isaac Bashevis Singer, dont Streisand avait rejeté dès le début du projet le scénario, jugea lui-même plutôt durement l'interprétation et les choix de réalisation de l'actrice, en particulier son omniprésence à l'écran, le fait de s'être octroyé de longs passages chantés n'apportant (d'après lui) rien à l'histoire ou à l’atmosphère du film, ainsi qu'une fin qu'il considère comme trahissant son personnage et le sens de son œuvre.
Il existe une version du film entièrement en yiddish.

## Distinctions

### Récompenses
- Golden Globes 1984 :
  - Meilleur film musical ou comédie
  - Meilleur réalisateur pour Barbra Streisand
- Oscars 1984 : Meilleure musique de film pour Michel Legrand

### Nominations
- Golden Globes 1984 :
  - Meilleur acteur dans un film musical ou une comédie pour Mandy Patinkin
  - Meilleure actrice dans un film musical ou une comédie pour Barbra Streisand
  - Meilleure musique de film pour Michel Legrand, Alan et Marilyn Bergman
  - Meilleure chanson originale pour The Way He Makes Me Feel
- Grammy Awards 1984 : Meilleur album instrumental pour un film pour Michel Legrand, Alan et Marilyn Bergman
- Oscars 1984 :
  - Meilleure actrice dans un second rôle pour Amy Irving
  - Meilleure direction artistique pour Roy Walker, Leslie Tomkins, Tessa Davies
  - Meilleure chanson originale pour Papa, Can You Hear Me? et The Way He Makes Me Feel (2 nominations)
- Razzie Awards 1984 :
  - Pire acteur (sic) pour Barbra Streisand
  - Pire bande originale pour Michel Legrand, Alan et Marilyn Bergman